# 10558 Karlstad
A 10558 Karlstad (ideiglenes jelöléssel 1993 RB7) a Naprendszer kisbolygóövében található aszteroida. Eric Walter Elst fedezte fel 1993. szeptember 15-én.